# Museo del bosco (Caronia)
Il Museo del bosco ha sede a Caronia, in Sicilia, in Piazza San Francesco, dove si trova il Palazzo Cangemi. 

## Descrizione
Il museo ospita un'autentica carrellata sulle produzioni e sugli strumenti artigianali e sulle varie tecniche di sfruttamento del territorio, tra le quali l'antica arte della produzione del carbone.
Sono state raccolte testimonianze etnoantropologiche legate alla cultura silvo-pastorale e contadina, dagli attrezzi alla tecniche arcaiche di lavoro.
Da rilevare come anche il bosco custodisca interessanti elementi storico-architettonici, che incuriosiscono il visitatore immerso nel verde dei Nebrodi.
Di notevole rilievo l'antica Abbazia Basiliana di San Pancrazio, oggi inclusa nella adiacente masseria, e la Casina di Pietratagliata, tipico esempio di architettura aristocratico-rurale, destinata a residenza estiva.